# Törpapa
Törpapa karakter a Hupikék törpikék című rajzfilmsorozatból.
Ahogy neve is utal rá, a szerepe egy kedves nagypapáéra is hasonlíthatna, aki féltőn óvja az ő kis törpjeit, mégis inkább a vezetőjük, akinek a hatalmát nem szokás, és nem is lehet megkérdőjelezni. Habár nem ő a legidősebb (542 éves), mégis a rangidős Törpszakáll és Nagyitörp legfeljebb tanácsokkal látják el őt, hatalmát elismerik. Többek között pont ezért szokták hasonlítani diktátorokhoz is, amihez a külsőségek is okot adnak, mely közül a legszembetűnőbb, hogy minden törp egyforma, csak az ő ruhája piros. Egy nagyon határozott tény mégis Törpapa javára billenti a mérleg nyelvét, hogy az ő hatalma, inkább tekintély, és ez a tekintély tiszteleten alapszik, és nem félelmen.
Eredeti hangja Don Messick volt, magyar hangja Sinkovits Imre, aki szintén inkább a kedves nagypapát erősítette a karakterben. Míg a 90-es években be nem mutatott részekben, melyeket 2017-től a Kiwi TV adott le, Szersén Gyula kölcsönzi a hangját. A 2021-ben bemutatott háromdimenziós sorozatban pedig Várkonyi András hangján szólal meg.

## Karakter
Törpapa, mint a legtöbb törp karaktere, nincs túlkomplikálva. Ő a vezető a mesében, és ennek megfelelően ruházták fel tulajdonságokkal alkotói. Bölcs, következetes, határozott, gondoskodó. Rossz tulajdonságai, gyengeségei természetesen nincsenek.

## Feladata
Törpapa feladata biztosítani, hogy a falu törpjei boldoguljanak, kedvesek legyenek egymáshoz, és ne verekedjenek. Amikor eluralkodik a zűrzavar a faluban, keményen fellép, gyakran varázslathoz is folyamodik, például átváltoztat egy törpöt Hókuszpókká azért, hogy látszólag megtámadja a falut ("Smurf Versus Smurf" ), és egyszer még egy egész falut is varázsolt, ahol gonosz törpök laktak ("The Smurf Menace").